# Залив Лунника
Зали́в Лу́нника (лат. Sinus Lunicus) — залив в лунном Море Дождей.
Селенографические координаты 32°20′ с. ш. 2°05′ з. д. / 32,33° с. ш. 2,08° з. д., диаметр около 119 км, окружён кратерами Архимед, Аристилл и Автолик.
Своё название залив получил в честь советской автоматической межпланетной станции Луна-2, в 1959 году упавшей примерно в этом районе и ставшей первой в мире станцией, достигшей поверхности Луны.